# Гурский, Илья Данилович
Илья́ Дани́лович Гу́рский (бел. Ілья Данілавіч Гурскі) — белорусский советский писатель-прозаик, драматург, переводчик. Заслуженный деятель культуры Белорусской ССР (1969). Участник Октябрьской революции, Гражданской и Великой Отечественной войн.

## Биография
Илья Гурский родился в бедной крестьянской семье деревни Замостье Игуменского уезда Минской губернии (ныне на территории Узденского района Минской области). В поисках заработка в 1914 году уехал в Петербург, где батрачил в доме у помещицы, в 1916 году устроился кочегаром на Обуховский завод, где включился в революционную борьбу. Принял активное участие в боях в октябре 1917 года, продолжил борьбу за советскую власть в Гражданской войне, откуда вернулся тяжелораненым.
Демобилизовавшись в 1924 году, работал в Главлите Белорусской ССР, затем — в Главреперткоме и Главискусстве союзной республики. Одновременно с этим учился на литературно-лингвистическом отделении педагогического факультета Белорусском государственном университете им. В. И. Ленина, после окончания которого продолжил занятия в аспирантуре при Институте литературы и искусства Академии наук БССР (окончил в 1935 году). С 1935 по 1941 годы являлся редактором газеты «Літаратура і мастацтва» (в переводе с бел. — «Литература и искусство»).
С 22 июня 1941 года — начала Великой Отечественной войны — по ноябрь 1942 года служил в рядах действующей армии. Редактировал газеты «За Савецкую Беларусь» (с бел. — «За Советскую Беларусь»), «За свабодную Беларусь» (с бел. — «За свободную Беларусь») и сатирический журнал «Партызанская дубінка» (с бел. — «Партизанская дубинка»). Одновременно являлся сотрудником газеты «Красноармейская правда», а после демобилизации, с ноября 1942 года и до освобождения Белоруссии — её ответственным секретарём. С 1944 по 1960 годы редактировал журнал «Беларусь».
С 1934 года являлся членом Союза писателей БССР, на протяжении многих лет был членом его президиума. В 1969 году получил звание заслуженного деятеля культуры БССР.
Умер 11 августа 1972 года. Похоронен на Восточном кладбище Минска.

## Творчество
На писательской стязе Гурский дебютировал в 1926 году публикациями рецензий в печати. С 1928 года стал автором пьес, многие из которых были поставлены любительскими драматическими кружками; с 1934 года занялся написанием рассказов. Для его произведений той эпохи характерными были темы индустриализации, коллективизации, колхозной жизни, нередко он использовал и фольклор, придавая текстам большую метафоричность.
В послевоенное время основной тематикой его работ стала борьба с немецко-фашистскими захватчиками, причём большая часть их сюжетов построена на фактическом материале.
Произведения Ильи Гурского были переведены на русский, украинский и другие языки, а сам он переводил на белорусский работы Максима Горького, Антона Чехова, Марка Твена.

### Избранные работы
Пьесы
- «Новым шляхам» (с бел. — «Новым путём») — 1928
- «Дрыгва» (с бел. — «Трясина») — 1928
- «Сварка» — 1929
- «Бальшавіцкая вясна» (с бел. — «Большевистская весна») — 1930
- «Качагары» (с бел. — «Кочегары») — 1932
- «Новы горад» (с бел. — «Новый город») — 1933
- «На Крэсах Усходніх» (с бел. — «На Кресах Восточных») — 1933
- «Маці» (с бел. — «Мать») — 1934
- «Сваты» — 1935
- «Валодзя Вярбіцкі» (с бел. — «Володя Вербицкий») — 1937
- «На варце» (с бел. — «На страже») — 1938
- «Патрыёты» (с бел. — «Патриоты») — 1939
- «Хлеб» — 1949
- «Свае людзі» (с бел. — «Свои люди») — 1950

Книги рассказов
- «Над Нёманам» (с бел. — «Над Неманом») — 1945
- «На родных гонях» (с бел. — «На родных полях») — 1948
- «Зары насустрач» (с бел. — «Заре навстречу») — 1949
- «Неспакойныя характары» (с бел. — «Беспокойные характеры») — 1955
- «У вялікай дарозе» (с бел. — «В большой дороге») — 1958
- «Родная дарога» (с бел. — «Родная дорога») — 1961

Повесть
- «Лясныя салдаты» (с бел. — «Лесные солдаты») — 1945

Роман
- «У агні» (с бел. — «В огне») — 1952

Роман-хроника
- «Вецер веку» (с бел. — «Ветер века») — 1966 (в 3-х частях); 1974 (в 4-х частях)

Роман-памфлет
- «Чужы хлеб» (с бел. — «Чужой хлеб») — 1971

## Память
- Именем Ильи Даниловича Гурского названа одна из улиц в Московском районе Минска[1]. На доме, где жил И. Д. Гурский, установлена мемориальная доска.
- Имя И. Д. Гурского присвоено Нёманской средней школе в аг. Могильно Узденского района Минской области (1973)[5]. Одна из экспозиций в школьном музее посвящена И. Д. Гурскому[6]. На здании школы установлена мемориальная доска.